# Leuchtturm Peenemünde
Der Leuchtturm vor Peenemünde steht auf einer künstlichen Kleininsel aus Beton und Steinmaterial vor der Mündung des Peenestroms zwischen der Insel Usedom und dem vorpommerschen Festland unweit der Insel Ruden.

## Geschichte
Der Turm ist auf einer Beton- und Steininsel aufgestellt worden, nachdem diese am Rande einer Untiefe vor dem Peenemünder Haken errichtet und aufgeschüttet wurde. Das Leuchtfeuer diente der sicheren Einfahrt in den Peenestrom, der die Zufahrt nach Wolgast (Werft und Hafen), dem Marinehafen in Peenemünde, sowie den Fahrgastschiffhäfen im Peenestrom und dem Haff ist.
Die östliche Durchfahrt wird durch den Turm und die Mole vom Ruden begrenzt und wird zusätzlich durch Seezeichen (Tonnen/Bojen) gesichert. Auch für die westliche Anfahrt zum Peenestrom aus dem Greifswalder Bodden und Strelasund dient das Leuchtfeuer als Leitsignal. Am Turm ist eine Anlegeplattform für die Servicetechnikboote. Der Turm wurde 2013 umfassend saniert.
Die Verantwortlichkeit für den Leuchtturm (Wartung und Unterhaltung) liegt seit 2020 beim Wasserstraßen- und Schifffahrtsamt Ostsee.

## Philatelie
Leuchtturm Peenemünde

Link zum Bild

Die erste Briefmarke, die das Leuchtfeuer Peenemünde zeigt, erschien am 13. Mai 1975 von der Deutschen Post der DDR. Die Marke gehört zur Serie Leuchttürme, Leit-, Leucht- und Molenfeuer (Mi.Nr.2049) mit dem Wert von 35 Pfennig. Der Entwurf stammt vom Grafiker Jochen Bertholdt aus Rostock. Die Auflage betrug 2 Millionen Stück.